# Chaouilley
Chaouilley é uma comuna francesa na região administrativa de Grande Leste, no departamento de Meurthe-et-Moselle. Estende-se por uma área de 5,12 km². Em 2010 a comuna tinha 117 habitantes (densidade: 22,9 hab./km²).